# Koniusza (Klein-Polen)
Koniusza is een dorp in het Poolse woiwodschap Klein-Polen, in het district Proszowicki. De plaats maakt deel uit van de gemeente Koniusza en telt 260 inwoners.